# Eurois praefixa
Eurois praefixa là một loài bướm đêm trong họ Noctuidae.